# St Stephen Walbrook
 (décembre 2018).
Si vous disposez d'ouvrages ou d'articles de référence ou si vous connaissez des sites web de qualité traitant du thème abordé ici, merci de compléter l'article en donnant les références utiles à sa vérifiabilité et en les liant à la section « Notes et références ».
St Stephen Walbrook est une église située à Londres, rattachée au diocèse de Londres. 
Le bâtiment sous sa forme de dôme actuel a été conçu par l’architecte Christopher Wren à la suite de la destruction de la précédente église dans le grand incendie de Londres en 1666.
Elle est située dans le quartier de Walbrook à côté de Mansion House et près de la station de métro Bank and monument.

## Historique
L’église originale de St Stephen se trouvait du côté ouest de la rue connue aujourd’hui comme Walbrook et puis sur la rive Est de Walbrook, qui autrefois était un important cours d’eau douce pour les romains traversant la ville de Londres au City Wall près de Moorfields à la Tamise. L’église originale aurait été construite sur les ruines d’un temple Mithriaque Romain, en conformité avec une pratique chrétienne commune qui consistait à sanctifier d’anciens lieux de culte païens. 
L’église a ensuite été déplacée sur son emplacement actuel de l’autre côté de la rue de Walbrook, toujours sur le côté Est de la rivière de Walbrook (qui plus tard fut détournée et dissimulée sous un ponceau en brique passant sous la rue de Walbrook et le quartier de Dowgate Hill sur une route redressée vers la Tamise), au XVe siècle. En 1429 Robert Chichely, qui agissait comme exécuteur testamentaire de l'ancien lord-maire de Londres, Sir William Stondon, avait acheté un terrain proche du Stocks Market (qui est aujourd’hui Mansion House) et l'avait présenté à la paroisse. Plusieurs pierres fondatrices ont été posées lors d’une cérémonie le 11 mai 1429, et l’église fut consacrée dix ans plus tard, le 30 avril 1439. Avec 38 mètres de long et 20 mètres de large, l’église était considérablement le plus grand bâtiment à ce moment. 
L’église fut détruite dans le grand incendie de Londres en 1666. Elle contenait un mémorial pour le compositeur John Dunstaple. La formulation de l’épitaphe avait été consignée au début du XVIIe siècle puis a été réintégrée dans l’église en 1904, soit environ 450 ans après sa mort. L’église de St Benet Sherehog à proximité, elle aussi détruite dans le grand incendie, ne fut pas reconstruite, à la place, sa paroisse fut unifiée à celle de St Stephen. 

## L’église de Christopher Wren

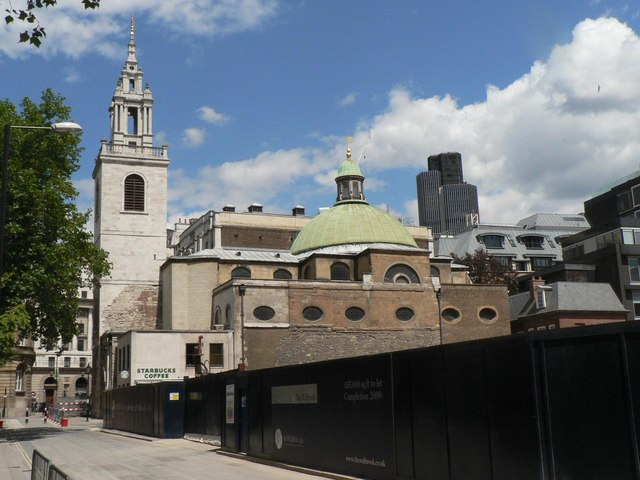
Église de Saint Stephen Walbrook.

Le bâtiment actuel a été construit entre 1672 et 1679 selon les plans de Sir Christopher Wren, pour le prix de 7 692 £. Il est de forme rectangulaire, avec un dôme et une tour nord-ouest attenante. L'entrée de l'église se fait par un escalier de seize marches, situé sous un porche attaché au front ouest. Wren a également conçu un porche pour le côté nord de l'église. Il n'a jamais été construit, mais il y avait autrefois une porte au nord, construite en 1685, laissant filtrer les odeurs nauséabondes des abattoirs du Stocks Market situés à proximité. Les murs, la tour et les colonnes intérieures sont en pierre, mais le dôme est en bois et en plâtre avec un revêtement extérieur en cuivre.
Le dôme haut de 19 mètres s'inspire de la conception originale de Christopher Wren pour St Paul et est centré sur un carré de douze colonnes de l'ordre corinthien. La base circulaire du dôme n’est pas supportée de manière classique par des pendentifs formés au-dessus des arches du carré, mais par un cercle formé de huit arcs jaillissant de huit des douze colonnes, coupant à chaque coin à la manière du pincement byzantin. Tout cela contribue à créer ce que beaucoup considèrent comme l'un des plus beaux intérieurs d'église de Wren. Sir Nikolaus Pevsner le classe même parmi les dix bâtiments les plus importants d’Angleterre.
Les meubles contemporains sculptés de l'église, notamment le retable, les bras royaux, la couverture de chaire et de fonte, sont attribués aux charpentiers Thomas Creecher et Stephen Colledge, ainsi qu'aux sculpteurs William Newman et Jonathan Maine. 
En 1760, George England offre un nouvel orgue à l’église.
En 1776, la fenêtre centrale du mur est encastrée pour permettre l'installation du tableau Devout Men Taking Away the Body of St Stephen, une peinture de Benjamin West, que le recteur Thomas Wilson avait commandée pour l'église. L'année suivante, Wilson installe une statue de Catharine Macaulay (alors vivante) dont il admirait les idées politiques. Elle a cependant été retirée après les manifestations. La fenêtre est alors débloquée et l'image est déplacée vers le mur nord lors d’importantes restaurations en 1850.

## Histoire récente

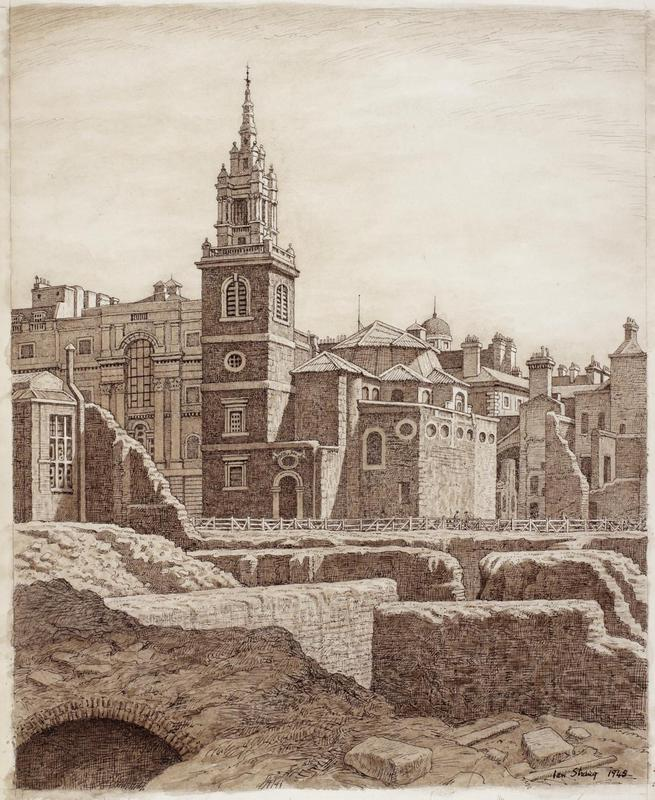
Aperçu du quartier de l'église touché par les bombardements, 1945.

Le bombardement éclair de Londres en 1941 a légèrement endommagé l'église, mais elle a ensuite été restaurée. En 1954, les paroisses unies de St Mary Bothaw (en) et de St Swithin, London Stone (en) (qui avaient déjà fusionnées en 1670) s'unirent à la paroisse de St Stephen. 
Le 4 janvier 1950, l'église a été désignée édifice classé au grade I. 
En 1953, l'association caritative Samaritans a été fondée par le recteur de St Stephen, Dr Chad Varah. La première branche des Samaritains (connue sous le nom de branche du centre de Londres) opérait depuis une crypte sous l'église avant de passer à Marshall Street, à Soho. En hommage à cela, un téléphone est conservé dans une boîte en verre de l'église. Les Samaritains ont commencé avec ce téléphone et, aujourd'hui l'organisation bénévole a mis en place un service d'assistance téléphonique 24 heures sur 24 destiné aux personnes en détresse émotionnelle. 
En 1987, dans le cadre d'un important programme de réparations et de réapprovisionnement, un imposant autel en pierre polie blanche commandée au sculpteur Henry Moore par le marguillier Peter Palumbo fut installé au centre de l'église. Son positionnement inhabituel nécessitait l’autorisation d’un rare jugement de la Cour des causes ecclésiastiques réservée. En 1993, un cercle de genouillères de couleurs vives conçu par Patrick Heron a été ajouté autour de l’autel. 
Le tableau Devout men taking away the body of St Stephen de Benjamin West, précédemment accroché au mur intérieur nord, a été entreposé après la réorganisation. Cette décision était controversée, car le retrait initial du tableau était illégal. En 2013, l'église a reçu l'autorisation de vendre le tableau à une fondation, malgré l'opposition du comité consultatif diocésain de Londres pour le soin des églises et du conseil des bâtiments de l'église d'Angleterre. Avant l’exportation de la peinture, une barre d’exportation temporaire était placée dessus pour lui donner une dernière chance de rester au Royaume-Uni. La fondation l'a depuis prêtée au Museum of Fine Arts de Boston, qui a entrepris des travaux de restauration du tableau. 
Le 14 juillet 1994, l'église était le lieu du mariage de Lady Sarah Armstrong-Jones avec Daniel Chatto.
Au moment de son départ à la retraite, en 2003, à l'âge de 92 ans, Chad Varah était le plus ancien titulaire de l'Église anglicane.

## Galerie

Intérieur de l'église
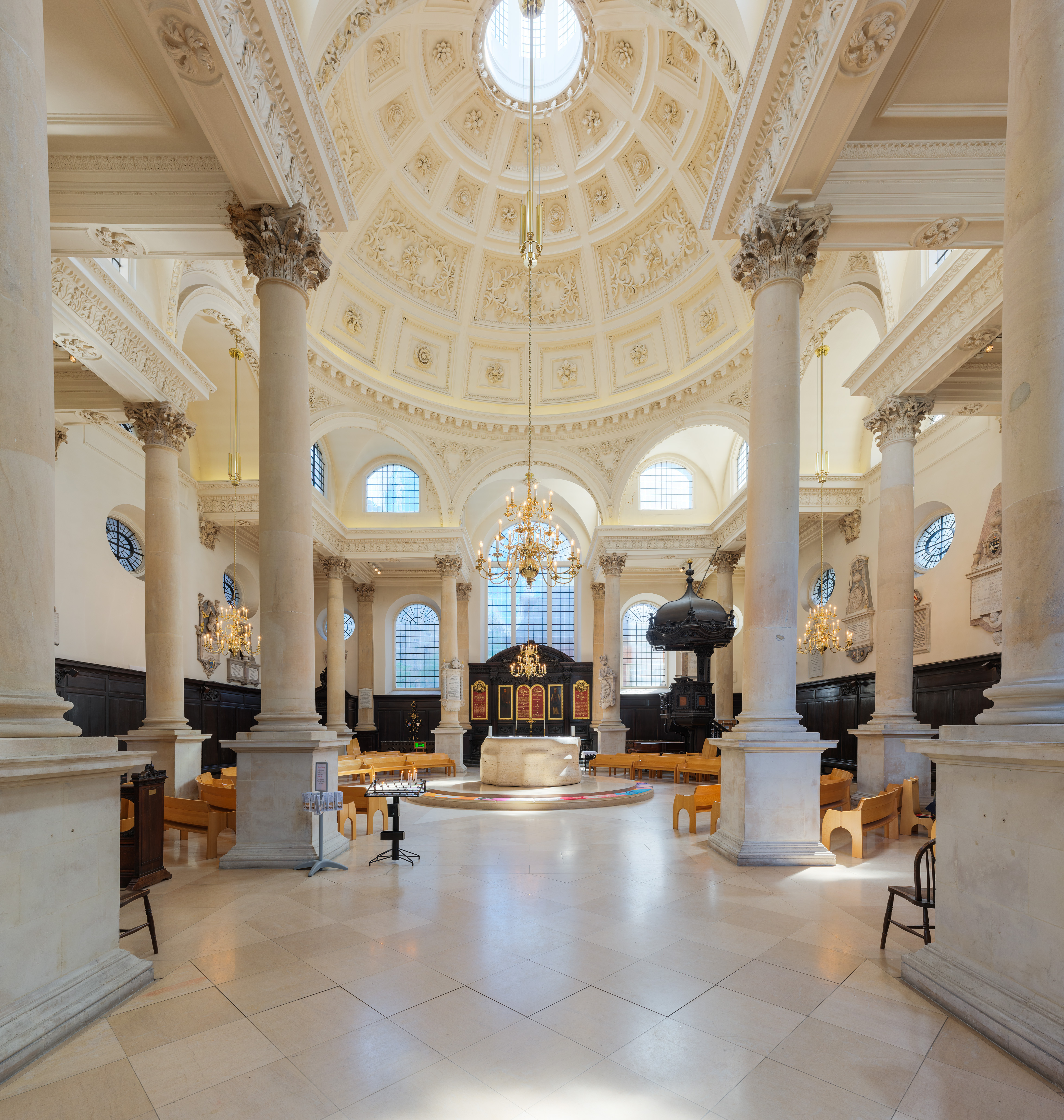
L'autel
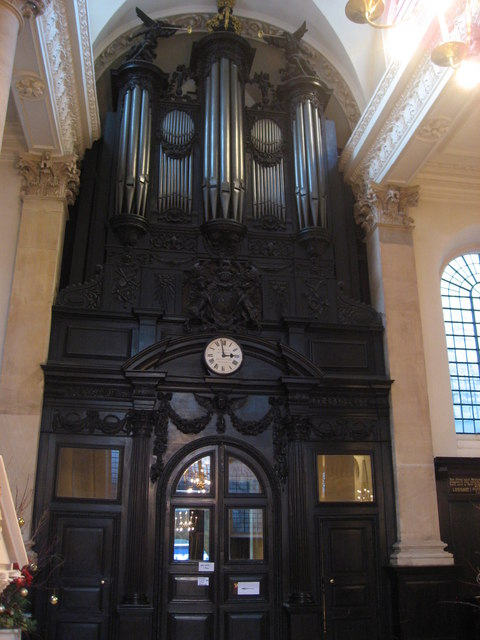
L'orgue